# Пиштань (приток Юронги)
Пиштань — река в России, протекает в Шарангском и Воскресенском районах Нижегородской области. Устье реки находится в 67 км по правому берегу реки Юронга. Длина реки составляет 16 км, площадь водосборного бассейна 71,5 км².
Исток реки находится в заболоченном лесу севернее деревни Боровка в 27 км к западу от посёлка Шаранга. Река течёт на юг и юго-восток по заболоченному лесу.

## Данные водного реестра
По данным государственного водного реестра России относится к Верхневолжскому бассейновому округу, водохозяйственный участок реки — Ветлуга от города Ветлуга и до устья, речной подбассейн реки — Волга от впадения Оки до Куйбышевского водохранилища (без бассейна Суры). Речной бассейн реки — (Верхняя) Волга до Куйбышевского водохранилища (без бассейна Оки).
По данным геоинформационной системы водохозяйственного районирования территории РФ, подготовленной Федеральным агентством водных ресурсов:
- Код водного объекта в государственном водном реестре — 08010400212110000043601
- Код по гидрологической изученности (ГИ) — 110004360
- Код бассейна — 08.01.04.002
- Номер тома по ГИ — 10
- Выпуск по ГИ — 0